# Дрізд індокитайський
Дрізд індокитайський (Turdus dissimilis) — вид горобцеподібних птахів родини дроздових (Turdidae). Мешкає в Південно-Східній Азії.

## Опис
Довжина птаха становить 22-23,5 см. Виду притаманний статевий диморфізм. У самців верхня частина тіла темно-сіра, голова, горло і верхня частина грудей чорні, нижня частина грудей і боки руді, гузка білувата. У самиць голова і верхня частина тіла сіро-коричневі, горло і верхня частина грудей охристі, поцятковані чорними плямами, боки руді, поцятковані більш дрібними плямками. 

## Поширення і екологія
Індокитайські дрозди мешкають в гірських районах Північно-Східної Індії, південно-західного Китаю, М'янми, північного Таїланду, північного В'єтнаму і північного Лаосу, трапляються в Бангладеш. Вони живуть у вологих гірських тропічних лісах, на висоті від 1220 до 2500 м над рівнем моря. Взимку частина популяції мігрує в долини, на висоті до 400 м над рівнем моря. Індокитайські дрозди живляться комахами, равликами і ягодами. Сезон розмноження в Індії триває з квітня по липень, в М'янмі з квітня по червень, в Китаї з травня по червень. Гніздо чашоподібне, робиться з моху і рослинних волокон, розміщується на висоті від 1 до 6 м над землею.